# Upplands runinskrifter 1098
U 1098 är ett vikingatida runstensfragment av röd granit i Sundbro, Bälinge socken och Uppsala kommun.
Fragment av runsten (övre del), av gråsten, ca 0,75 m lång, 0,65 m bred och 0,5 m tjock. Den ligger på marken. Ristningen vetter uppåt, runhöjd ca 8 cm. Enligt Upplands runinskrifter hade runstenen ristning på två sidor. Nu endast fragment med litu × rai(s) är kvar.
Stenens markförankring är stärkt år 2020.

## Inskriften
Translitterering av runraden:
§A [× iafurfriþ... ... ...fast ×] litu × rai(s)[a × stan + þina 
§B iftʀ × fastulf × fa]þur × s[in × kuþan ×]
Normalisering till runsvenska:
§A Iofurfrið[r] ... ...fast letu ræisa stæin þenna 
§B æftiʀ Fastulf, faður sinn goðan.
Översättning till nusvenska:
Jovurfrid ... -fast läto resa denna sten efter Fastulv, sin gode fader.
Kvinnonamnet Iöfurfríðr finns belägen bara på U 75 och U 1098.